# ایا ناپا
ایا ناپا (به لاتین: Ayia Napa) یک سکونتگاه مسکونی در قبرس است که در ناحیه فاماگوستا واقع شده‌است.

## خصوصیات
ایا ناپا ۲٬۶۹۳ نفر جمعیت دارد.

## خواهرخوانده
شهرهای رتیمنون و ملیحه خواهرخوانده‌های ایا ناپا هستند.

## نگارخانه

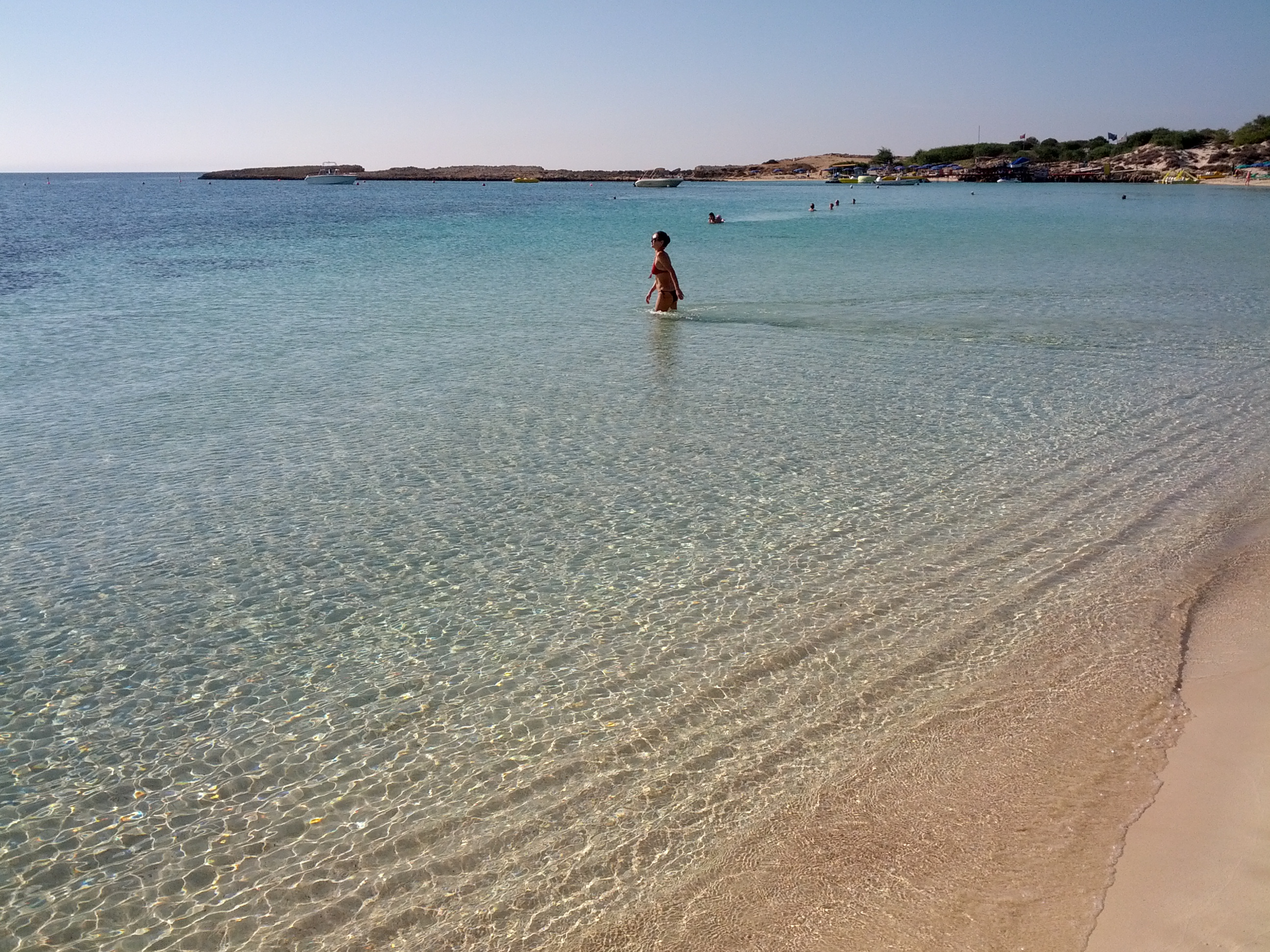
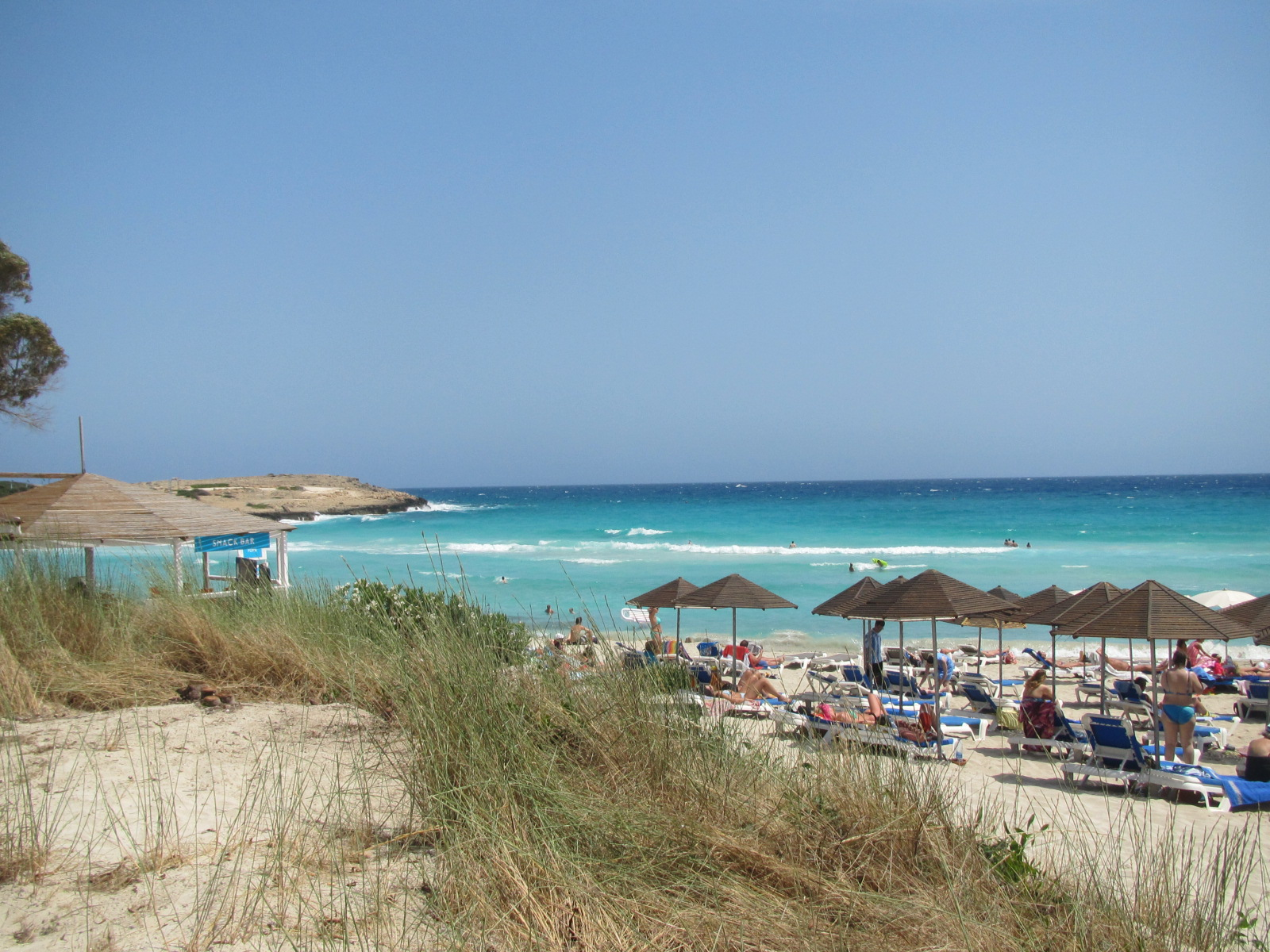
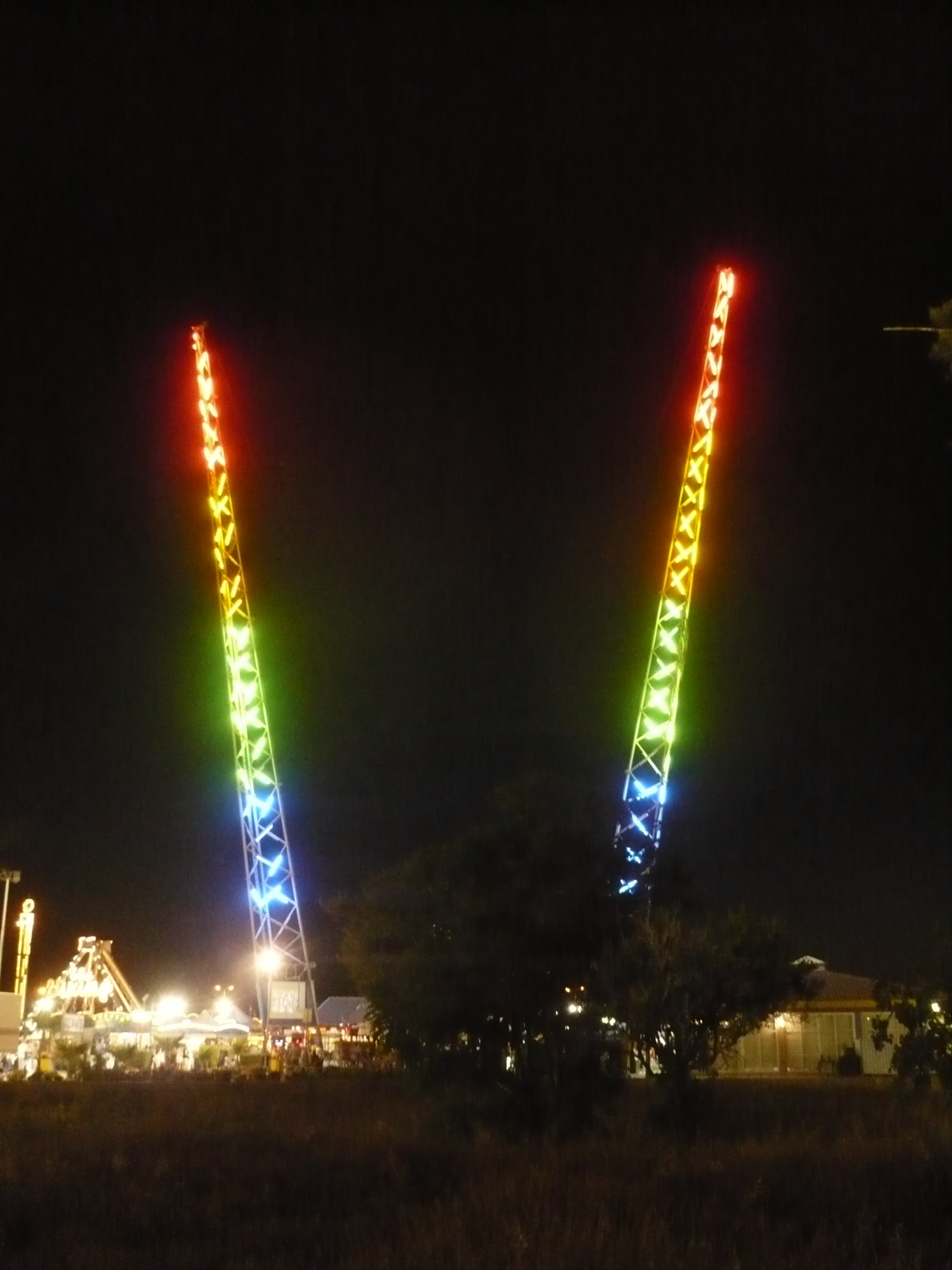
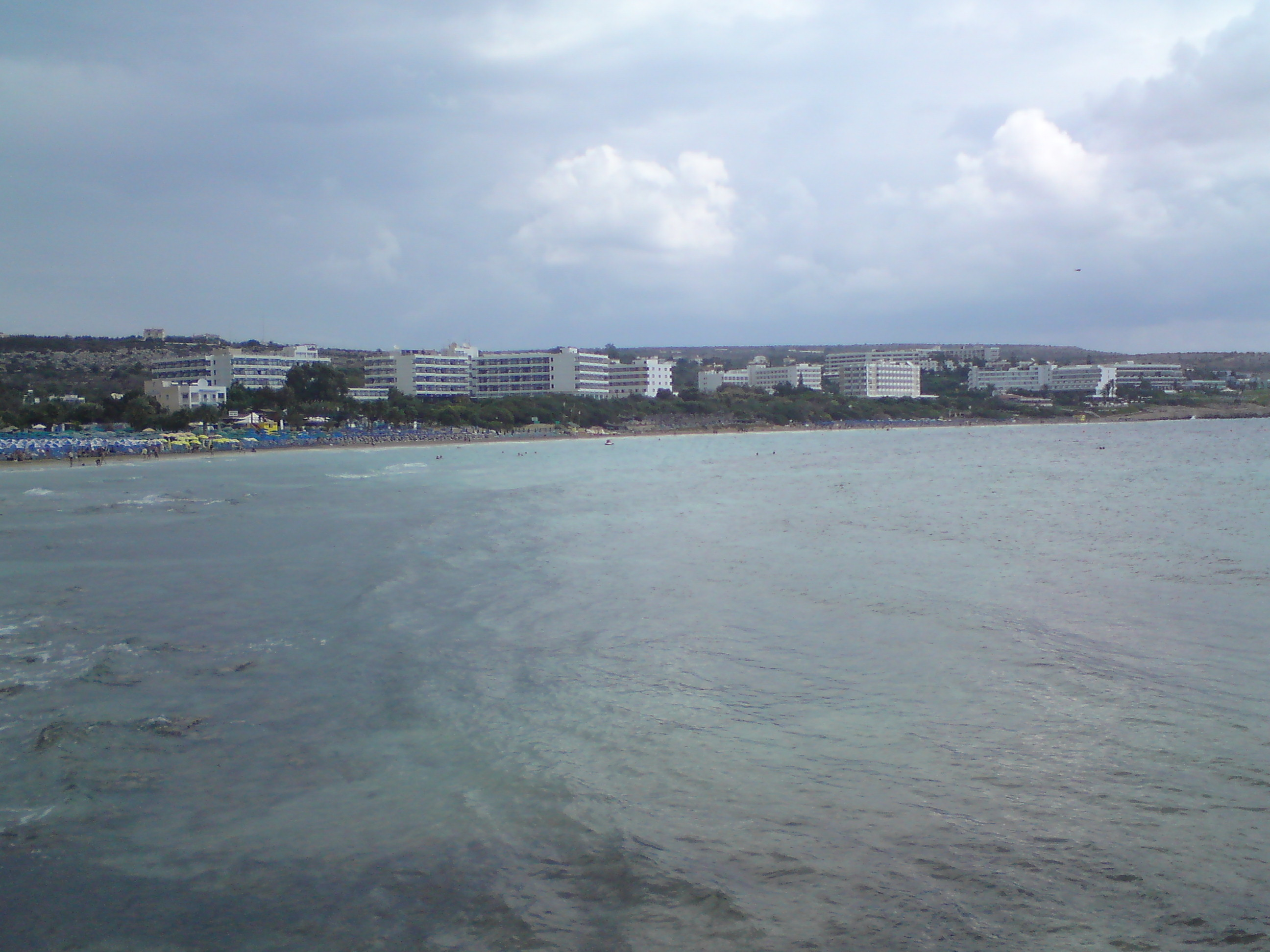
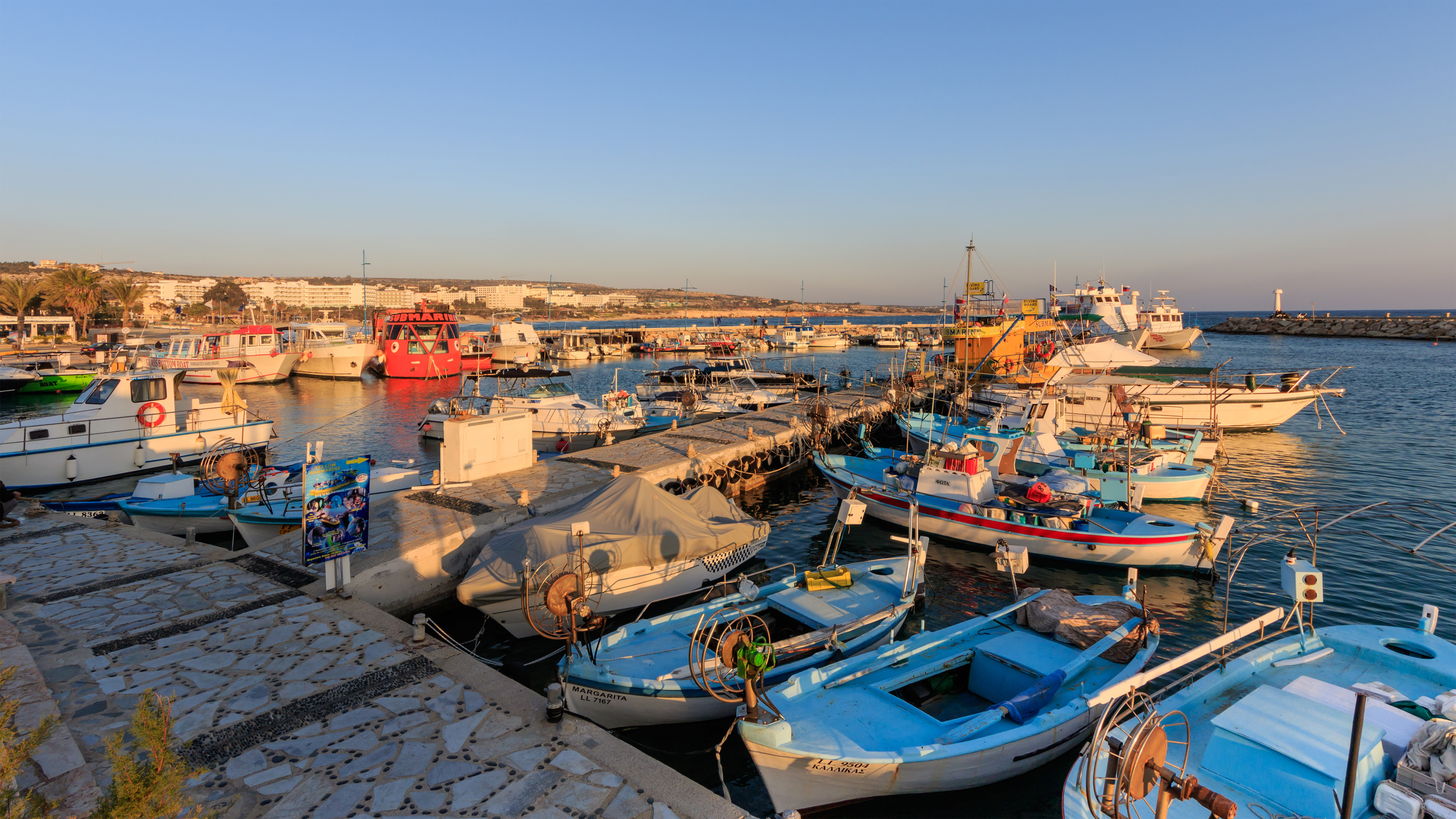